# Gilbert Auvergne

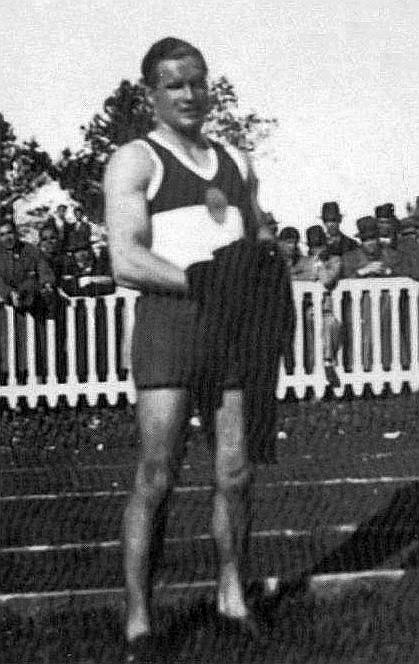
Gilbert Auvergne (1932)

Gilbert René Auvergne (* 17. Dezember 1905 in Nizza; † 24. September 1976 in Antibes) war ein französischer Sprinter und Fußballspieler.

## Sprinterlaufbahn
In den 1920er-Jahren erwarb sich Auvergne einen Ruf als Sprinter; er nahm an nationalen Wettkämpfen teil und wurde über die 100-Meter-Strecke französischer Meister. Vom Verband des Landes erhielt er die Starterlaubnis zu den Olympischen Spielen 1928 in Amsterdam. Im 100-Meter-Lauf schied er im Viertelfinale aus, mit der französischen 4-mal-100-Meter-Staffel erreichte er Platz vier. 1930 stellte er im Stade Olympique Yves-du-Manoir mit 10,6 Sekunden einen neuen französischen Rekord über 100 Meter auf.

## Karriere im Fußball
Auvergne lief von 1932 für Olympique Antibes in der im selben Jahr gegründeten Division 1 auf, die als neugegründete Profiliga die höchste Spielklasse im französischen Fußball darstellte. Er spielte auf dem rechten Flügel und wurde zunächst als Stammspieler eingesetzt, auch wenn die Einsatzzahlen mit zunehmendem Alter immer sporadischer wurden. 1939 beendete er mit 33 Jahren nach 71 Erstligapartien mit fünf Toren seine Laufbahn als Fußballer; anders als im Laufsport konnte er dabei nie einen Titel gewinnen. Ein Stadion in Juan-les-Pins trägt den Namen des 1976 verstorbenen Sportlers.